# Daniel Gaunt

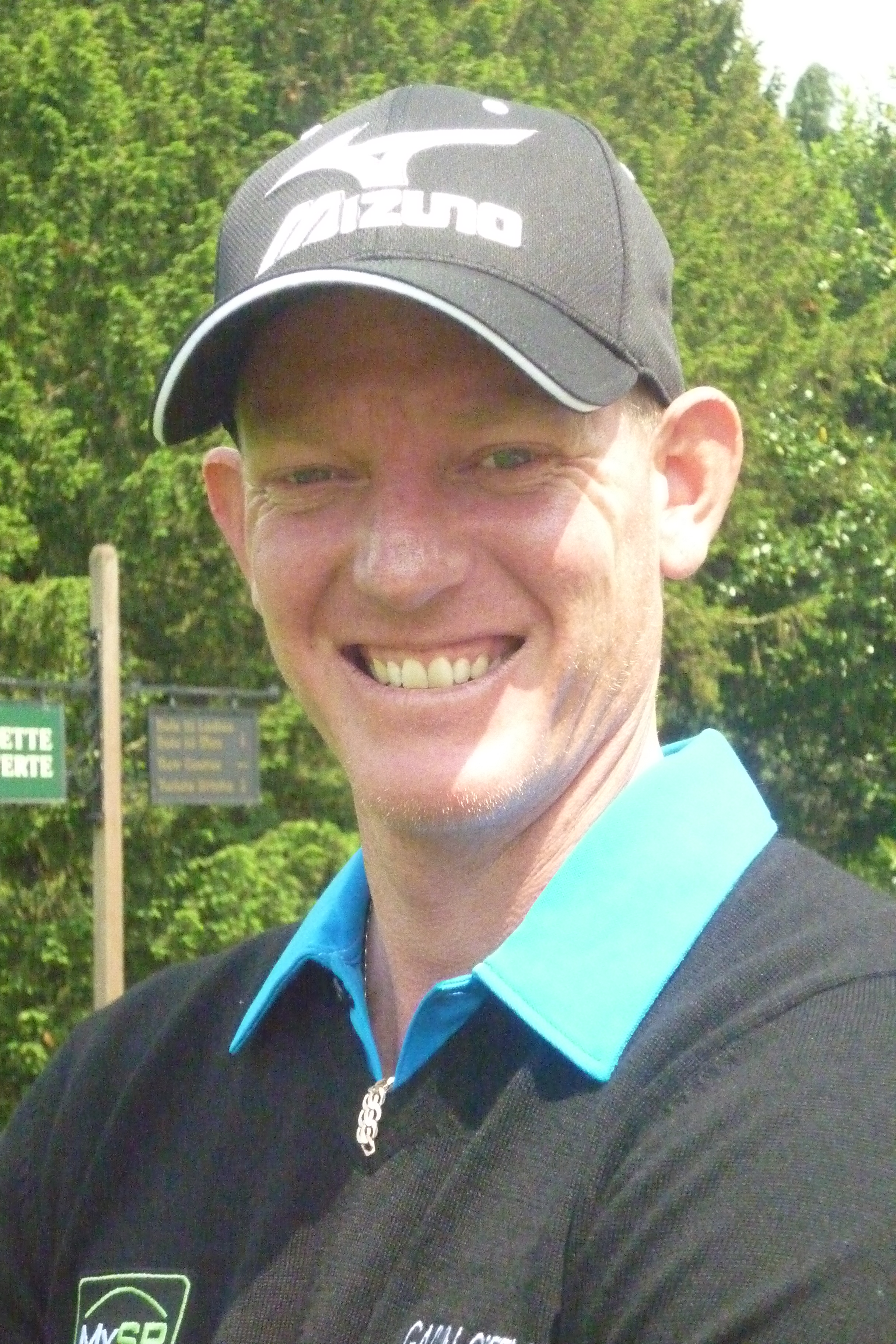
Telenet Trophy 2012

Daniel S. Gaunt (14 november 1978) is een professional golfer uit Melbourne, Australië.
Gaunt groeide op in Victoria waar hij lid was van de Victoria Golf Club en woonde later tien jaren in Engeland.
Gaunt is in 2001 getrouwd en heeft twee kinderen. Hij twijfelde of hij playing professional wilde worden en gaf zichzelf twee jaar om een tourkaart te halen. In 2009 kwam het keerpunt, hij kwalificeerde zich voor het Brits Open en besefte dat hij op deze weg wilde doorgaan.
Hij werd eind 2008 2de achter Tiger Woods bij de Australian Masters. In 2009 stond hij nummer 1 op de EuroPro Tour, waardoor hij een wildcard kreeg voor de eerste editie van de English Challenge, en daar behaalde hij op 25 juli 2010 zijn eerste overwinning en mocht de rest van het jaar op de Challenge Tour spelen. Door de eindstand op die rangorde promoveerde hij naar de Europese Tour van 2011.

## Titels
- 1997: Australisch Amateur
- 2010: English Challenge